# Acta Universitatis Lodziensis. Folia Linguistica
Acta Universitatis Lodziensis. Folia Linguistica – czasopismo naukowe Zakładu Współczesnego Języka Polskiego i Zakładu Historii Języka Polskiego Uniwersytetu Łódzkiego, wydawane przez Wydawnictwo Uniwersytetu Łódzkiego.

## O czasopiśmie
„Folia Linguistica” należy do serii zeszytów naukowych Uniwersytetu Łódzkiego. Pierwszy tom tego pisma ukazał się w 1981 r. Opracowania redakcyjnego „Folia Linguistica” od początku podjęli się pracownicy polonistycznych katedr językoznawczych: Katedry Historii Języka Polskiego i Katedry Współczesnego Języka Polskiego. Wieloletnim redaktorem naczelnym czasopisma był prof. Marek Cybulski.
Pismo jest rocznikiem, kierowanym do językoznawców polonistów, a także slawistów, neofilologów zarówno z krajowych, jak i zagranicznych uczelni akademickich, otwartym na różne teorie i punkty widzenia, ukazujące zmiany zachodzące w dawnym i współczesnym języku polskim. Znaleźć w nim można oryginalne artykuły badawcze ze wszystkich dziedzin językoznawstwa.
Wszystkie numery są recenzowane zgodnie z modelem double-blind review, a wszystkie artykuły dostępne są w Otwartym Dostępie (Open Access) na licencji CC BY-NC-ND.

## Redakcja
- Ewa Szkudlarek-Śmiechowicz, red. naczelna (Uniwersytet Łódzki)
- Ewa Woźniak, zastępca red. naczelnej (Uniwersytet Łódzki)
- Katarzyna Burska, red. językowy (Uniwersytet Łódzki)
- Anna Lenartowicz-Zagrodna, red. językowy (Uniwersytet Łódzki)
- Agnieszka Wierzbicka, sekretarz redakcji (Uniwersytet Łódzki)

### Kolegium redakcyjne
- Stanisław Borawski (Uniwersytet Zielonogórski)
- Hana Gladkova (Uniwersytet Karlovy w Pradze)
- Björn Hansen (Uniwersytet w Ratyzbonie)
- Kinga Joucaviel (Uniwersytet w Tuluzie)
- Małgorzata Kita (Uniwersytet Śląski w Katowicach)
- Krystyna Kleszczowa (Uniwersytet Śląski w Katowicach)
- Kristina Rutkovska (Uniwersytet w Wilnie)
- Jerzy Sierociuk (Uniwersytet im. Adama Mickiewicza w Poznaniu)
- Charles Zaremba (Uniwersytet w Marsylii)

## Bazy
- Arianta
- BazHum
- CEEOL
- CEJSH
- EBSCO
- ERIH PLUS
- Index Copernicus
- ProQuest
- Slavic Humanities Index